# 브론코 빌리
브론코 빌리(Bronco Billy)는 미국에서 제작된 클린트 이스트우드 감독의 1980년 모험, 드라마, 멜로/로맨스 영화이다. 클린트 이스트우드 등이 주연으로 출연하였고 데니스 E. 해킨 등이 제작에 참여하였다.

## 출연

### 주연
- 클린트 이스트우드
- 손드라 록

### 조연
- 제프리 루이스
- 스캣맨 크로더스
- 빌 맥키니
- 샘 바톰즈

## 제작진
- Ass-PD: 프리츠 마네스
- 미술: 진 루리